# آمیشا پاتل
آمیشا پاتل (انگلیسی: Ameesha Patel؛ زادهٔ ۹ ژوئنِ ۱۹۷۵) هنرپیشه اهل هند است.

## زندگی
آمیشا از رشته مهندسی بیولوژیک از دانشگاهی در آمریکا فارغ‌التحصیل شد و به خاطر نوشتن مقاله‌ای در زمینه علم اقتصاد مدال طلا دریافت کرد. او قبل از اینکه وارد سینما شود در چند بانک کار می‌کرد.

### زندگی هنری
خانواده پاتل با خانواده روشن دوستان نزدیکی هستند. یک شب که خانواده پاتل برای شام به خانه روشن‌ها رفته بودن. راکش روشن کارگردان به وی پیشنهاد بازی در فیلمی به نام کا هوپیارهه در کنار پسرش هرتیک روشن کرد. و از این تاریخ به بعد توسط پدر هرتیک نام وی به عنوان هنرپیشه در بالیوود ثبت شد.
وی چندی پیش از خانواده خود جدا شد علت این امر را آمیشا این گونه بیان می‌کند: حالا من مستقل شدم و دیگه برای هر فیلمی جوابی پس نمی‌دهم. گفته می‌شود آمیشا با خانواده خود بر سر بوسیدن درفیلم مشکل داشته خانواده شدیداً با این موضوع برخورد می‌کردند اما آمیشا بالاخره جدا شد تا راحتر ببوسد. اولین بوسه وی در فیلم قیام از توبی استقانز بود.

## فیلم‌شناسی
فهرست بعضی از فیلم‌هایی که آمیشا پاتل در آن‌ها نقش داشته است:
- بگو… عاشقم هستی (۲۰۰۰)
- بدری (۲۰۰۰)
- شورش (۲۰۰۱)
- زندگی یک سفر است (۲۰۰۱)
- انقلاب (۲۰۰۲)
- آیا این عشق است؟ (۲۰۰۲)
- دارم عاشقت میشم (۲۰۰۲)
- همراز (۲۰۰۲)
- این جادو است (۲۰۰۲)
- گیتا جدید ۲۰۰۳
- پروانه (۲۰۰۳)
- به پدر شوهر گوش کن (۲۰۰۳)
- نانی (۲۰۰۴)
- وعده (۲۰۰۵)
- اعلان (۲۰۰۵)
- حیطه آتش (۲۰۰۵)
- ناراسیمهودو (۲۰۰۵)
- قیام مانگال پاندی (۲۰۰۵)
- شریک زندگی من (۲۰۰۶)
- دوستت دارم (۲۰۰۶)
- چشمِ سوّم (۲۰۰۶)
- پس ببخشید (۲۰۰۶)
- ناگفته‌ها (۲۰۰۶)
- به خاطر شما (۲۰۰۶)
- سفر ماه عسل با پی‌وی‌تی.ال‌تی‌دی (۲۰۰۷)
- سلام کوچولو (۲۰۰۷)
- پیچ و خم
- ام شنتی ام (۲۰۰۷)
- کمی عشق، کمی جادو (۲۰۰۸)
- پاراما ویرا چاکرا (۲۰۱۱)
- مسابقه ۲ (۲۰۱۳)
- میان‌بر رومئو (۲۰۱۳)
- دلهره (۲۰۱۷)
- برادر فوق‌العاده (۲۰۱۸)
- شورش ۲ (۲۰۲۳)
- از آتشت توبه کن (۲۰۲۴)